# Odivelas (Metro de Lisboa)
Odivelas es una estación del Metro de Lisboa. Se sitúa en el municipio de Odivelas y constituye el término de la Línea Amarilla. Fue inaugurada el 27 de marzo de 2004 junto con las estaciones de Senhor Roubado, Ameixoeira, Lumiar y Quinta das Conchas, en el ámbito de la expansión de esta línea a la zona de Odivelas, ya fuera de los límites de jurisdicción de la ciudad de Lisboa.
Esta estación se ubica entre las calles Prof. Doutor Egas Moniz, José Gomes Monteiro y Almeida Garrett. El proyecto arquitectónico es de la autoría del arquitecto Paulo Brito da Silva y las intervenciones plásticas del artista plástico Álvaro Lapa. A semejanza de las estaciones más recientes, está equipada para poder atender a pasajeros con movilidad reducida; varios ascensores facilitan el acceso al andén.

## Tarifas
Circulando en la Línea Amarilla en el sentido Rato - Odivelas, después de la estación de Senhor Roubado se entra en la Corona 1. Este paso de zona implica un pago adicional en el acto de la compra del billete (billete 2 Zonas). Lo mismo ocurre en la Línea Azul después de la estación de Pontinha, en dirección a la estación de Amadora Este.